# Tamara Costache
Tamara Costache (Rumania, 23 de julio de 1970) es una nadadora  retirada especializada en pruebas de estilo libre corta distancia, donde consiguió ser campeona mundial en 1986 en los 50 metros libre.

## Carrera deportiva
En el Campeonato Mundial de Natación de 1986 celebrado en Madrid (España), ganó la medalla de oro en los 50 metros estilo libre, con un tiempo de 25.28 segundos que fue récord del mundo, por delante de la alemana Kristin Otto (plata con 25.50 segundos) y la suiza Marie-Thérèse Armentero  (bronce con 25.93 segundos).